# Josip Mrkica
Josip Mrkica (1825. – 1890.) je bio hrvatski kanonik, pristaša Narodne stranke i pučki pisac, jedan od uglednih Šibenčana 19. stoljeća. Rodom je bio iz Skradina. Bio je poliglot koji je govorio deset stranih jezika. 
Bio je došao do pozicije da je sam mogao postati biskupom, no tu je čast odbio. Ipak, uz biskupsko je mjesto ostao, kad je surađivao s biskupom Ivanom Zaffronom.
Bio je duhom pokretačem hrvatskog narodnog preporoda i Narodne stranke u Šibeniku, "šibenski Strossmayer". Za Narodnu je stanku pridobio kasnije gradonačelnika, prvog iz redova Narodne stranke, Antu Šupuka. 
1860. je bio školski nadzornik i za svog je mandata uveo hrvatski jezik u šibensko školstvo. 
Pokretač je Prve hrvatske knjižnice u Šibeniku 1866. godine koja je nosila ime Narodna slavjanska čitaonica, mjesta gdje su se okupljali hrvatski domoljubi i gajila hrvatska riječ. 
Mrkica je značajan i u ozelenjavanju grada Šibenika - Mrkičin gaj podno tvrđave sv. Mihovila, iza zgrade SES-a. Gaj je posadila i ogradila šibenska općina njegovim zagovorom.